# الكسندر روبرتسون
الكسندر روبرتسون هو سياسي كندي، ولد في 5 ديسمبر 1838 في كندا، وتوفي في 29 فبراير 1888 في أوتاوا في كندا. حزبياً، نشط في حزب أونتاريو المحافظ التقدمي. وقد انتخب عضو برلمان مقاطعة أونتاريو وانتخب عضو مجلس العموم الكندي.